# VIPeR
VIPeR (Versatile, Intelligent, Portable Robot — «универсальный, разумный, портативный робот») — семейство роботов-разведчиков.
Разработан компания Elbit Systems совместно с фирмой Galileo. Первые экземпляры построены в 2008 году. Гусеничный робот SUGV Early имеет высоту 23 см. Робот оснащен видеокамерой, визуальная информация и звук сразу же передается в центр управления.